# The Adventures of Mimi
The Adventures of Mimi es el séptimo álbum en DVD de la cantante estadounidense Mariah Carey. Fue grabado durante la sexta gira de conciertos de la cantante, The Adventures of Mimi Tour (2006), en promoción de su noveno álbum de estudio, The Emancipation of Mimi (2005). Se lanzó originalmente en noviembre de 2007 en diferentes formatos. Sanaa Hamri y Randy Jackson se encargaron de la dirección del DVD, mientras que Carey, Benny Medina, Ken Ehrlich y Michael Cohl lo produjeron.

## Lista de canciones
| Disco uno: The Adventures of Mimi |                                   | |          |  |
| N.º                               | Título                            | Escritor(es) | Duración |  |
| 1.                                | «It's Like That»                  | Mariah Carey, Jermaine Dupri, Manuel Seal, Johntá Austin, Joseph Simmons, Darryl McDaniels y Jason Mizell                                                                  | 3:39     |  |
| 2.                                | «Heartbreaker»                    | Carey, Shawn Carter, Narada Michael Walden, Jeff Cohen, Shirley Elliston, Lincoln Chase, Shawntae Harris, Melissa Elliott, Calvin Broadus, Andre Young, Warren Griffin III | 4:22     |  |
| 3.                                | «Dreamlover»                      | Carey, Dave Hall y David Porter | 3:58     |  |
| 4.                                | «My All»                          | Carey y Walter Afanasieff | 4:16     |  |
| 5.                                | «Shake It Off»                    | Carey, Dupri, Bryan-Michael Cox y Austin | 4:29     |  |
| 6.                                | «Vision of Love»                  | Carey y Ben Margulies | 4:57     |  |
| 7.                                | «Fly Like a Bird»                 | Carey y James «Big Jim» Wright | 3:10     |  |
| 8.                                | «I'll Be There» (con Trey Lorenz) | Berry Gordy, Bob West, Hal Davis y Willie Hutch | 3:12     |  |
| 9.                                | «Fantasy» (con Ol' Dirty Bastard) | Carey, Dave Hall, Tina Weymouth, Chris Frantz, Steven Stanley y Adrian Belew                                                                                               | 5:01     |  |
| 10.                               | «Don't Forget About Us»           | Carey, Dupri, Austin y Cox | 4:00     |  |
| 11.                               | «Always Be My Baby»               | Carey, Dupri y Manuel Seal, Jr. | 3:12     |  |
| 12.                               | «Honey»                           | Carey, Puff Daddy, Stevie J, Q-Tip (The Ummah), Bobby Robinson, Stephen Hague, Ronald Larkins, Malcolm McLaren y Larry Price                                               | 5:10     |  |
| 13.                               | «I Wish You Knew»                 | Carey y Wright | 1:23     |  |
| 14.                               | «Can't Let Go»                    | Carey y Afanasieff | 0:55     |  |
| 15.                               | «One Sweet Day» (con Boyz II Men) | Carey, Afanasieff, Nathan Morris, Michael McCary, Shawn Stockman y Wanya Morris                                                                                            | 3:10     |  |
| 16.                               | «Hero»                            | Carey y Afanasieff | 4:06     |  |
| 17.                               | «Make It Happen»                  | Carey, David Cole, y Robert Clivillés | 5:37     |  |
| 18.                               | «We Belong Together»              | Carey, Dupri, Seal, Austin, Kenneth Edmonds, Darnell Bristol, Bobby Womack, Patrick Moten y Sandra Sully                                                                   | 5:35     |  |

«Shake It Off»
«Vision Of Love»
«I'll Be There»
«Always Be My Baby»
«Honey»
«One Sweet Day»
«Hero»
«We Belong Together»

## Listas
| País (Lista)                                | Mejor posición |
| ------------------------------------------- | -------------- |
| Estados Unidos (Billboard Top Music Videos) | 1              |